# Ontherus trituberculatus
Ontherus trituberculatus là một loài bọ cánh cứng trong họ Bọ hung (Scarabaeidae).